# エクストラブライト
エクストラブライトは、1996年12月6日にアスキーからPlayStationで発売されたシミュレーションゲーム（奥スクロール・シューティング）。

## 概要・システム
シューティングの魅力とジェットコースターのスリルをミックスしたというコンセプトの作品。ゲーム開始時にナビゲーターを選べるが、ナビゲーターは特に操作に関係しない。ステージ間にアニメムービーが挿入されている。
選んだナビゲーターごとに攻撃力や防御力が異なる機体を操作することになる。ステージの間にサブウェポンの選択画面が開かれる。ステージクリアごとにサブウェポンの種類が増える。新たなサブウェポンを入手した後、装備を変更するかは任意に選択が可能。ステージ中のルート分岐やクリア後に追加されるルートがあるなどマルチエンディング方式を採用している。
サブウェポンを使用後はエネルギーチャージのため、しばらくノーマルショットのみとなる。画面左側にエネルギーゲージが表示される。
すべてのコースをクリアする、すべてオペレーターでクリアする、一定以上の難易度でプレイする、何度もクリアする、などの条件を満たすことで隠し要素を楽しむことができる。

## ストーリー
全宇宙国際協定和平会場、パンタ・レイ。帝国との連邦の永きに渡る戦いが休戦に向かおうとしているその時、連邦の要塞「ジャスティス・ソード」（以下JS）が、「MIST」によって制圧されてしまう。MISTの目的は、JSを制圧し、禁断の最終兵器、ブラックホール・バスター（以下BHB）の管理略奪、これを休戦会場パンタ・レイに撃ち込み、帝国との徹底交戦を行い、この戦争に勝つ事だった。連邦はこの作戦を参謀評議会に提出するが、全会一致で否決される。叛乱について参謀本部ではMISTが休戦を理解しなかったのではないかと考えていた。またMISTの叛乱に乗じて、徹底交戦派が決起、JSの守りを固めていた。MISTはJSのメインコンピュータ、「ウージーエーヌ」を乗っ取り、BHBの機動パスワードを解読しようとしている。慌てる評議会。対策を練る為にMISTをほぼ独力で開発したプロジェクトの設立者、レナール・カンピオンを召集しようとするが、彼は既に謎の死を遂げていた。レナール・カンピオンが謎の自殺を遂げた前日、側近の人間達が「私はアレを造るべきではなかった…。恐ろしい…」と漏らしていた。評議会は、2つの事を決定する。1つは出来うる限り優秀な人材を揃えて、プログラム側からMISTの更なる暴走行為を止めさせるということ。もう1つは、出来うる限り優秀な人材を揃えてJSへ突入し、そのコアを破壊する攻撃部隊を編成して出撃させることであった。MISTのプログラム的な拘束は、先任のオペレータ達（通常、管理運営している専門の人間達）が主にその任にあたった。その長である管理主任の男、カイル・キリングは、異例のスピード出世をしたエリートであった。彼は、MISTを意のままに操ることができるほどの突出した能力を持ち、クールで冷静、状況判断力、決断力共に優れており、参謀評議会の面々にも一目置かれている程の人材であった。しかし、優秀であるが故、野心家であり、敵も多く、上層部ではまさに「目の上のたんこぶ」であったことも事実である。もう一つの出撃プランは、2部隊に分けられ、1隊はBHBの回収、1隊はコアの破壊を命じられる。BHBの回収任務を命じられたのは、爆撃王：ビルディ・デルツェンバルトをはじめ、四天王と呼ばれる特別精鋭部隊の4人の手練達。一方、JSのコア破壊を命じられたのは、電子情報部研究試作室所属のテストパイロット、エース・ブランケットである。かくしてエースは、超新型戦闘攻撃機｢エクストラブライト｣に乗り込み、副座に状況のサポートを行うナビゲーターを乗せ、JSのメインコンピュータ、ウージエーヌ破壊の任務を命じられたのである。

## キャラクター
主人公は3種類の機体の中で操縦する機体を選び、担当のナビゲーターは後部のコックピットからサポートすることになる。
エース・ブランケット
主人公。連邦軍の電子情報部研究試作室所属のテストパイロット。エリートとは程遠い存在だが、窮地に立たされた時に実力以上の能力を発揮する点を買われ、今回の作戦に抜擢された。JSからのコア破壊を命じられ、エクストラブライトのパイロット兼ガンナーとして出動する。
ソニア・ペトロスカイア
声 - 白鳥由里
１番機専属のナビゲーターで、18歳。頭脳明晰、スポーツ万能、美人でもあり状況の把握と分析に長けている。お姉さんタイプであり、隊員達のあこがれ。彼女をナビゲーターに選ぶと、攻撃性能が高いが防御力の低い機体を操作することになる。
リンダ・ルーベルト
声 - 吉田古奈美
2番機専属のナビゲーターで、16歳。同級生の仲のいい幼馴染タイプ。失敗しても悔やまず、さっぱりしていて気持ちの切り替えがはやい性格。スポーツが得意で、先日行われた無重力テニス大会で優勝した。彼女をナビゲーターに選ぶと、攻撃性能が低いが防御力の高い機体が一緒に選ばれる。
ミリー・ディトスカ
声 - 横山智佐
3番機専属のナビゲーターで、14歳。チビでムードメーカータイプ。彼女をナビゲーターに選ぶと、防御力は低いがスピードの高い機体でのプレイとなる。サブウェポンは使い勝手に優れたものが多い。
アネッサ
声 - 折笠愛
隠し機体のナビゲーター
ビルディ・デルツェンバルト
四天王と呼ばれる特別精鋭部隊の4人の手練達の一人。「爆撃王」の異名を取る。四天王はクライマックスで何者かによって洗脳された状態でエクストラブライトに立ちはだかる。
ニック・フェニックスパーバー
四天王と呼ばれる特別精鋭部隊の4人の手練達の一人。
ピーター・タンブル
四天王と呼ばれる特別精鋭部隊の4人の手練達の一人。「魔人」の異名を取る。
ノーマン・キング
四天王と呼ばれる特別精鋭部隊の4人の手練達の一人。「カイザー」の異名を取る。
カイル・キリング
声 - 中村大樹